# Nationaal park Sarek
Sarek (Zweeds: Sareks nationalpark) is een nationaal park in de gemeente Jokkmokk in het Zweedse landschap Lapland. Het park werd al in 1909 geopend. Het park omvat een berggebied van 1970 km² en heeft acht bergen die hoger dan 2000 meter zijn. Het is een van de belangrijkste gebieden voor het Zweedse bergtoerisme. In het westen grenst het park aan het nationaal park Padjelanta en in het noordoosten aan het nationaal park Stora Sjöfallet. Hiermee en met enige andere gebieden vormt het ook het werelderfgoed Laponia.
Kungsleden, het koningspad dat door een groot deel van het westen van Lapland loopt, loopt ook door dit park.

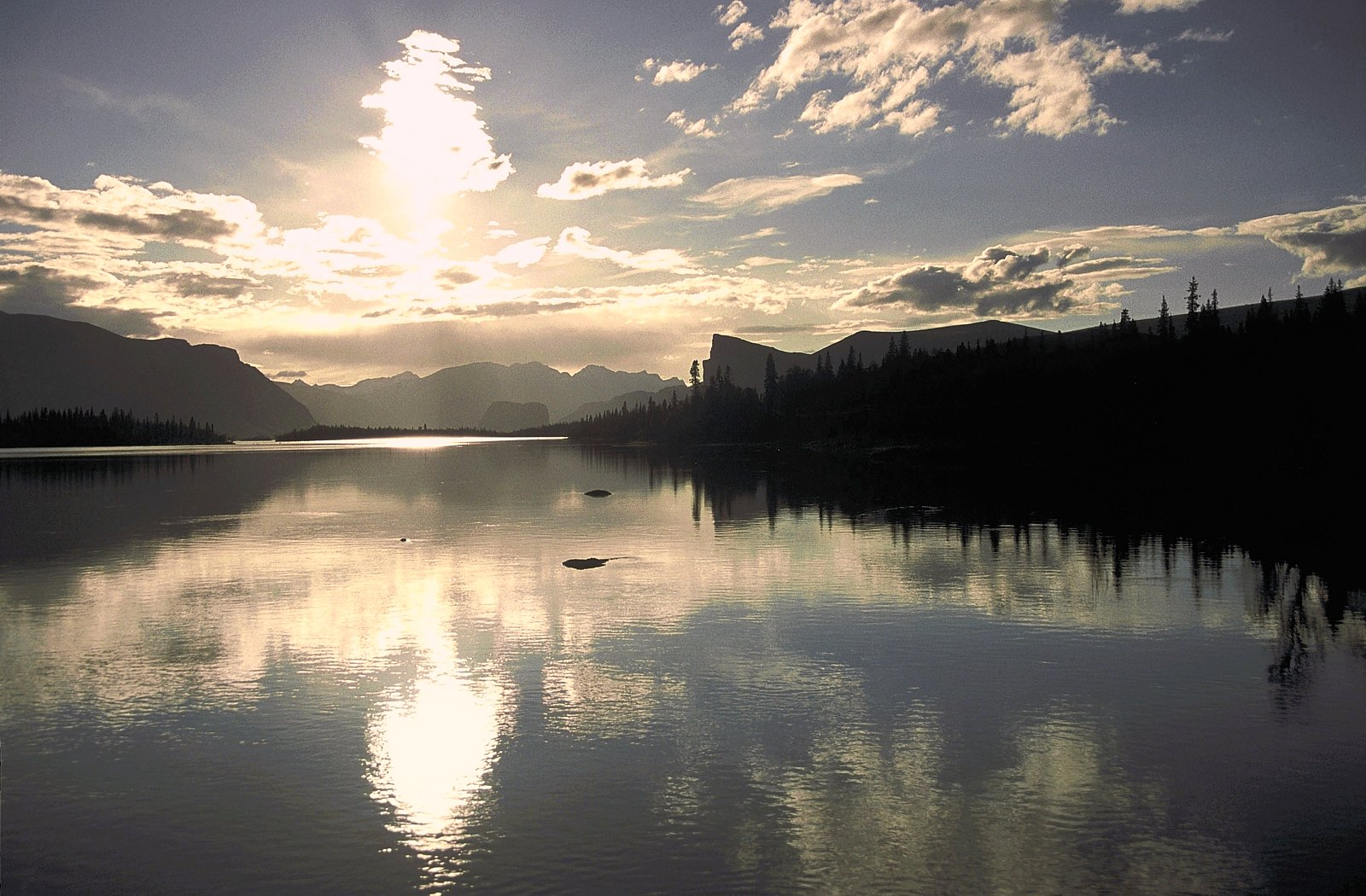
Het meer Laitaure, met de bergen Tjahkkelij (links) en Skierffe (midden)
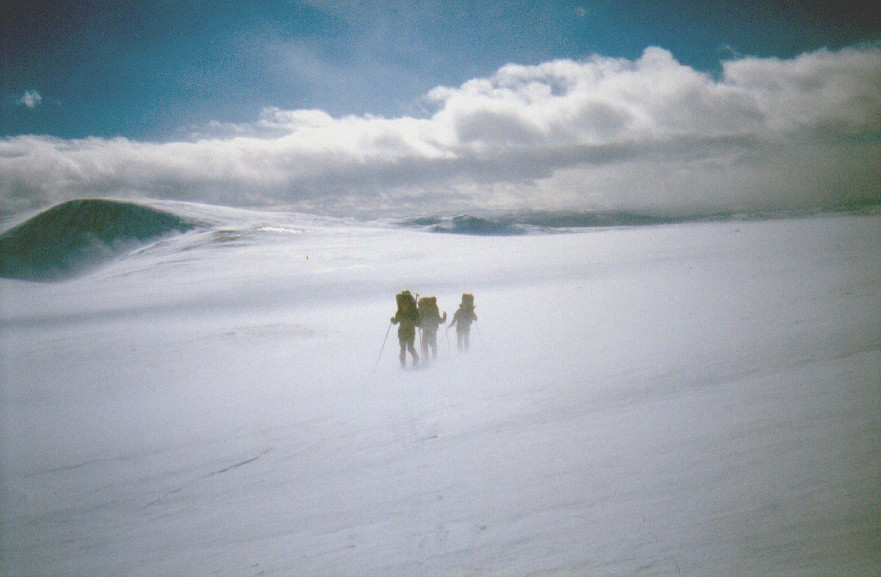
Langlaufers in Sarek
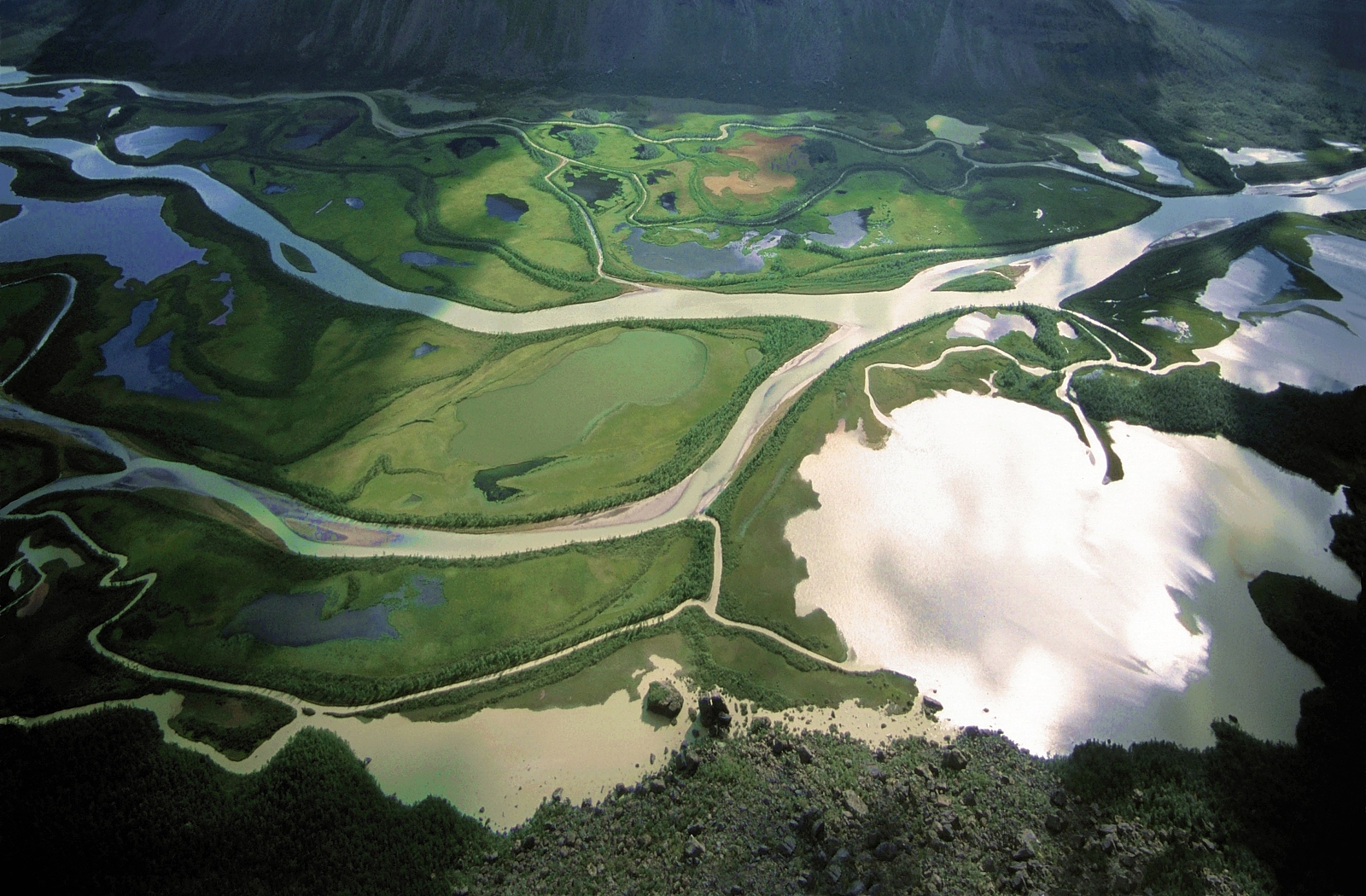
De rivierdelta van de Rapa